# Monrose
Monrose – niemiecki girls band powstały w roku 2006 z inicjatywy programu Popstars.
Debiutancki album artystek, Temptation, wydany w grudniu 2006 pokrył się platyną w Niemczech, Austrii i Szwajcarii. Zespół stał się popularny w Europie Środkowej dzięki takim hitom jak Shame czy Hot Summer.
W skład zespołu wchodziły trzy dziewczyny pochodzenia włoskiego, marokańskiego i tureckiego: Mandy Capristo, Senna Guemmour i Bahar Kizil.

## Historia

### Formacja
Zespół powstał z inicjatywy niemieckiej wersji programu Popstars; grupa miała być odzwierciedleniem innego girls bandu założonego w poprzedniej edycji tego programu, który odniósł ogromny sukces na arenie krajów niemieckojęzycznych – No Angels. Zasady show były niezmienne jak przy tworzeniu zespołu No Angels; jury złożone z niemieckiej gwiazdy Niny Hagen, producenta muzycznego oraz choreografa, spośród ponad 5 tysięcy wokalistek, które zgłosiły się na casting, wybrało 20 najzdolniejszych dziewcząt nadające się na stworzenie prawdziwego, popowego zespołu. W każdym odcinku programu jedna z kandydatek odpadała formując w ten sposób zespół. Nagrodą show było nagranie studyjnego albumu na wybrane rynki europejskie. Gdy pozostało sześć zawodniczek zaczęto nagrywać alternatywne wersje na debiutancki album Temptation oraz zaczęły się zdjęcia na okładkę i teledysk pierwszego singla „Shame”.
W ostatnim odcinku programu, we wtorek 23 listopada 2006 roku, jury spośród sześciu potencjalnych dziewcząt mogących zrobić karierę międzynarodową wybrało trzy najzdolniejsze – Mandy Capristo, Sennę Guemmour oraz Bahar Kızıl, które utworzyły zespół Monrose. Pozostałe: Arjeta Zuta, Katarzyna Zinkiewicz i Romina Reinhardt odpadły.

### Temptation
1 grudnia 2006 roku Monrose wydało swój debiutancki singel „Shame”. Piosenka osiągnęła wielki sukces zajmując pozycję #1 w Austrii, Niemczech i Szwajcarii oraz zdobywając tytuł „najbardziej sukcesywnego debiutu roku”. 3/4 sprzedaży singli w Niemczech zajęła właśnie ta piosenka, zdobywając kolejno tytuły: „najczęściej kupowanego CD singla” i „najczęściej ściąganej piosenki przez legalny digital download (w Niemczech od 2004 roku)”. Debiutancki album zespołu, Temptation został wydany tydzień po premierze singla, czyli 8 grudnia we wszystkich niemieckojęzycznych krajach. Płyta zadebiutowała bardzo wysoko na austriackich, niemieckich i szwajcarskich notowaniach albumów i uzyskała tytuł platynowej płyty od organizacji IFPI, sprzedając się w 200 tysiącach egzemplarzy w ciągu dwóch tygodni po premierze. Ostatecznie album sprzedał się w 400 tysiącach kopii. Krytycy przyjęli Temptation pozytywnie, jeden z nich – Stefan Johannesburg (laut.de) ocenił album za „bardzo brytyjski i chwytliwy”, a zespół porównał do takich grup jak Pussycat Dolls czy Destiny’s Child.
W styczniu 2007 roku zespół wziął udział w niemieckich eliminacjach do Konkursu Piosenki Eurowizji 2007. Jako kontynuację promocji albumu, zespół wydał drugi singel „Even Heaven Cries”, piosenka ta została zaśpiewana na gali konkursu. Ostatecznie otrzymała 900 tysięcy głosów telefonicznych, jednak to było za mało by pokonać Rogera Cicero`ego i jego piosenkę „Frauen regier'n die Welt”. Drugi singel zespołu zajął najwyżej pozycję #6 w Niemczech i utrzymywał się w Top 20 w Austrii oraz Szwajcarii. Kolejnym pomysłem na promocję była trasa koncertowa – Venus Temptation Tour składająca się z siedemnastu występów. Zaczęła się koncertem w Hanowerze 29 kwietnia 2007 roku. Głównym sponsorem była firma Global Gillette.

### Strictly Physical
W czasie trwania i po zakończeniu trasy koncertowej zespół nagrywał materiał na drugi album studyjny, Strictly Physical, album promuje singel „Hot Summer”, drugi hit zespołu w Austrii, Niemczech i Szwajcarii oraz pierwszy najczęściej kupowany singel (w roku 2007) w Niemczech poprzez sklepy internetowe. Piosenka odniosła sukces również w Skandynawii, Europie Wschodniej i państwach Beneluksu. Singel zapoczątkował zwiększanie się popularności zespołu w Europie. Drugim etapem było wydanie albumu Strictly Physical w wielu krajach europejskich – 21 września 2007 roku. Dzięki duńskim producentom muzycznym – Remee i Thomas Troelsen, którzy profesjonalnie zmiksowali kilka piosenek album otrzymał kolejne, lecz nie tak dobre oceny jak debiutancka płyta Pozostałe single z albumu: „Strictly Physical” i „What You Don’t Know” zajęły niższe pozycje w Top 10.
1 września Monrose wystąpiło w Polsce na Sopot Festival 2007, gdzie zaśpiewały piosenkę „Shame”. Zespół rywalizował głównie z takimi artystami, jak September (pozycja #3), Emmanuellem Moirem (pozycja #2) i zwycięzcą, polskim zespołem popowym Feel i ich piosenką „A gdy jest już ciemno”. Ostatecznie grupa zajęła pozycję #6 (na siedmiu wykonawców uczestniczących w konkursie).
Monrose zostało nominowane do niemieckich nagród VIVA Comet 2008 w dwóch kategoriach: Besten Band (Najlepszy zespół) i Besten Song (Najlepsza piosenka). Trio wygrało w kategorii Najlepsza piosenka.

### I Am
20 marca 2008, piosenka „We Love”, która nie znalazła się na żadnym albumie, została wydana na singlu w formacie digital download. Zadaniem utworu była promocja niemieckiej stacji telewizyjnej – ProSieben. Trio zakończyło już wówczas pracę nad trzecim albumem zatytułowanym I Am, którego premiera odbyła się 26 września 2008 roku. Produkcją zajęli się Ryan Tedder, Jiant i Snowflakers oraz inni.
Pierwszym singlem z albumu została piosenka „Strike the Match”, wydana 6 czerwca 2008 roku, i która weszła do pierwszej dziesiątki niemieckiego notowania singli. Kolejny singel, „Hit ’N’ Run”, został wydany tydzień po premierze albumu – 3 października 2008 roku. Trzecim singlem została ballada „Why Not Us”, która początkowo miała być drugim singlem. Premiera teledysku odbyła się w programie Viva Live! na kanale niemieckiej VIVY 14 listopada 2008 roku, a piosenka została wydana w formie CD i Download dnia 28 listopada 2008 roku. Singiel zajął 27. miejsce w Niemczech, 57. w Austrii, 55. w Szwajcarii, natomiast w Polsce 69. miejsce.

### Ladylike i rozpad zespołu
28 maja 2010 roku ukazał się singiel Like a Lady z czwartego studyjnego albumu Monrose Ladylike. Album został wydany 11 czerwca 2010 roku. Drugi singiel z tej płyty to This Is Me, wydany 27 sierpnia 2010 roku. Trzeci singiel z tej płyty to Breathe You In, został wydany 3 grudnia 2010 roku. W 2010, dwa dni po obchodzeniu 4-lecia zespołu, wytwórnia nie przedłużyła już kontraktu płytowego z dziewczynami, powodem były źle sprzedające się dwie ostatnie płyty.

## Dyskografia

### Albumy
- 2006: Temptation
- 2007: Strictly Physical
- 2008: I Am
- 2010: Ladylike

## Trasy koncertowe
- Venus Temptation Tour (29 kwietnia - 5 czerwca 2007)
- Club Tour 2009